# Fairmont Municipal-Frankman Field

i7
i11
i13
Der Fairmont Municipal Airport ist ein öffentlicher Flugplatz der Allgemeinen Luftfahrt rund 4 km südwestlich der Stadt Fairmont im US-Bundesstaat West Virginia. Die offizielle Bezeichnung, laut FAA-Dokumentation, ist Fairmont Muni-Frankman Field mit dem FAA-Codes 4G7. Sein Betreiber ist das privatrechtliche Unternehmen Fairmont-Marion County Regional Airport Authority. Dieser Flugplatz gehört zu den National Plan of Integrated Airport Systems, die ihn als eine Einrichtung der allgemeinen Luftfahrt kategorisiert. Der Flugplatz hat eine Zulassung für Leichtflugzeuge mit einem Abfluggewicht von maximal 12.000 lbs, rund 5,5 Tonnen.

## Trivia
Frankman Field liegt innerhalb der Kontrollzone von Clarksburg (West Virginia) und hat keinen eigenen Tower zur Flugüberwachung.  An- und Abflüge werden durch Clarksburg Controll koordiniert.